# Дашкевич, Михаил Никитич
Михаи́л Ники́тич Дашке́вич (неизвестно — после 1930) — участник Белого движения, полковник, командир корниловских частей.

## Биография
Из духовного сословия.
Окончил духовную семинарию. В Первую мировую войну — поручик.
В ноябре 1917 года вступил в Корниловский ударный полк Добровольческой армии. Участвовал в 1-м Кубанском походе. В июне 1918 года был назначен командиром роты, в июле — командиром 9-й роты, а в октябре 1919 года — командиром 1-го батальона 1-го Корниловского полка. В декабре 1919 был назначен командиром вновь сформированного 4-го Корниловского полка. В январе—феврале 1920 года временно исполнял должность командира 1-го Корниловского полка. На май 1920 года — в Югославии. В июле 1920 года — подполковник, в июле—августе этого года вновь временно исполнял должность командира 1-го Корниловского полка. Галлиполиец. Произведен в полковники. 31 октября 1921 года награждён орденом Святителя Николая Чудотворца, 24 декабря назначен командиром 1-го батальона Корниловского полка.
В 1925 году находился в составе Корниловского полка во Франции. В 1930 году прибыл во Французский Иностранный легион в Индокитае. Дальнейшая судьба неизвестна.